# Margaret Bailes
Margaret Bailes, née le 23 janvier 1951 à New York, est une athlète américaine, spécialiste du sprint.
Elle se distingue à l'âge de 16 ans en 1967, en prenant la 5e place du 200 mètres des championnats AAU. En 1968 elle devient championne des États-Unis sur 100 m devant Wyomia Tyus, en égalant deux fois le record du monde de 11 s 1. Au 200 m elle finit deuxième derrière Tyus. Aux Sélections olympiques américaines les classements avec Tyus des deux courses sont inversés.
Aux Jeux olympiques d'été de 1968, elle devient championne olympique du relais 4 × 100 m avec ses compatriotes Barbara Ferrell, Mildrette Netter et Wyomia Tyus, après avoir été finaliste sur 100 et sur 200 m. Elle prend sa retraite sportive en fin de saison, âgée de 17 ans.

## Palmarès

### Jeux olympiques d'été
- Jeux olympiques d'été de 1968 à Mexico ( Mexique)
  - 5e sur 100 m
  - 7e sur 200 m
  -  Médaille d'or en relais 4 × 100 m